# Josephoartigasia
Josephoartigasia je vyhynulý rod hlodavců z čeledi pakaranovitých, který žil před čtyřmi až dvěma miliony let v Jižní Americe. Byl semiakvatickým obyvatelem zaplavovaných travnatých plání, živil se výhradně rostlinnou stravou.

## Objev
První lebka tohoto živočicha byla nalezena v roce 1987 nedaleko Kiyú v Uruguayi. Paleontolog Álvaro Mones pojmenoval rod podle bojovníka za nezávislost Uruguaye Josého Gervasia Artigase.

## Rozměry
Josephoartigasia byla největším známým hlodavcem, který kdy na Zemi žil. Druh Josephoartigasia monesi dosahoval výšky v kohoutku okolo jeden a půl metru a délky až tří metrů, jeho váha se odhaduje až na 2600 kg. Další druh, Josephoartigasia magni, byl jen o málo menší (pro srovnání: největší recentní hlodavec, kapybara, váží maximálně 80 kg). Lebka dosahovala délky přes půl metru, řezáky měřily okolo 30 cm. Sloužily k vytahování rostlin z vody a pravděpodobně také k vzájemným soubojům v období páření a k obraně před šelmami. Novější odhady snižují hmotnost tohoto savce zhruba na 500 kg.
Vyhynutí Josephoartigasií na přelomu pliocénu a pleistocénu je spojováno s velkou americkou výměnou, kdy se Jižní a Severní Amerika spojily pevninským mostem v jeden kontinent a původní druhy byly vystaveny zvýšené konkurenci.